# Horville-en-Ornois
Horville-en-Ornois település Franciaországban, Meuse megyében. Lakosainak száma 46 fő (2022. január 1.). Horville-en-Ornois Bonnet, Dainville-Bertheléville és Gondrecourt-le-Château községekkel határos.

## Népesség
A település népességének változása:
| Lakosok száma | 76   | 63   | 58   | 58   | 65   | 58   | 57   | 51   | 48   | 46   |
|               | 1968 | 1982 | 1990 | 2006 | 2013 | 2015 | 2017 | 2019 | 2020 | 2022 |